# Medaliści mistrzostw Polski seniorów w dziesięcioboju
Medaliści mistrzostw Polski seniorów w dziesięcioboju – zdobywcy medali seniorskich mistrzostw Polski w konkurencji dziesięcioboju.
Dziesięciobój jest rozgrywany na mistrzostwach kraju od 1923. Pierwsze zawody o tej randze odbyły się 10 i 11 listopada 1923 roku w Warszawie. Pierwszym w historii mistrzem Polski został zawodnik lwowskiej Pogoni Wacław Kuchar, który uzyskał wynik 5027,255 pkt, będący jednocześnie rekordem Polski.
Mistrzostwa w dziesięcioboju często nie są rozgrywane w ramach głównych zawodów o mistrzostwo Polski, lecz w innym miejscu i terminie.
Wyniki mistrzostw w 1935 Warszawie unieważniono z powodu nieprzepisowych rzutni i skoczni. W 1938 mistrzostwa w Poznaniu nie odbyły się, bo zgłosił się tylko jeden zawodnik, a zaplanowane na wrzesień 1939 mistrzostwa w Białymstoku nie mogły być rozegrane ze względu na wybuch II wojny światowej. W 1945 nie znalazł się w programie mistrzostw, które odbyły się w Łodzi.
Punktacja dziesięcioboju ulegała zmianom. IAAF wprowadzała nowe tablice w 1912, 1934, 1950, 1962 i 1984. Te ostatnie obowiązują do dzisiaj (z pewnymi niewielkimi modyfikacjami). Wyniki poniżej są podawane według historycznych tablic, obowiązujących w dniu danych zawodów.
Paweł Wiesiołek zdobył najwięcej złotych medali mistrzostw Polski w tej konkurencji (dziewięć). Najwięcej medali (jedenaście) zdobył Ryszard Katus, ale wśród nich były tylko trzy złote.
Aktualny rekord mistrzostw Polski seniorów w dziesięcioboju wynosi 8333 pkt i został ustanowiony przez Pawła Wiesiołka podczas mistrzostw w 2021 w Warszawie.

## Medaliści
| NR – rekord kraju \| PB – rekord życiowy \| NL – najlepszy wynik w polskich tabelach w sezonie |

| Mistrzostwa         | 1. miejsce                               | Rezultat    | 2. miejsce                                       | Rezultat    | 3. miejsce                                       | Rezultat    |
| 1920-1922           | nie rozgrywano                           |             |                                                  |             |                                                  |             |
| Warszawa 1923       | Wacław Kuchar Pogoń Lwów                 | 5027,255 NR | Ludwik Chełmicki AZS Warszawa                    | 4293,37     | Stefan Adamczak Pentatlon Poznań                 | 4277,81     |
| Warszawa 1924       | Wacław Kuchar Pogoń Lwów                 | 5171,01     | Tadeusz Armański Warta Poznań                    | 4596,945    | Stefan Adamczak Pentatlon Poznań                 | 4480,165    |
| Poznań 1925         | Stefan Adamczak AZS Poznań               | 5483,975 NL | Lucjan Wasiak Polonia Warszawa                   | 5407,405    | Leon Urbaniak Warta Poznań                       | 5267,765    |
| Lwów 1926           | Antoni Cejzik Polonia Warszawa           | 6159,885 NL | Władysław Dobrowolski AZS Warszawa               | 5903,72     | Leon Urbaniak Warta Poznań                       | 5308,765    |
| Poznań 1927         | Antoni Cejzik Polonia Warszawa           | 6276,40 NL  | Władysław Dobrowolski AZS Warszawa               | 6196,00     | Leon Urbaniak Warta Poznań                       | 6149,08     |
| Wilno 1928          | Antoni Cejzik Polonia Warszawa           | 6621,33 NR  | Jan Wieczorek 3 psap. Wilno                      | 6175,875    | Wincenty Fryszczyn Polonia Warszawa              | 5509,02     |
| Warszawa 1929       | Antoni Cejzik Polonia Warszawa           | 7233,33 NR  | Jan Wieczorek 3 psap. Wilno                      | 6585,39     | Czesław Mejro Polonia Warszawa                   | 5999,15     |
| Kraków 1930         | Jan Wieczorek 3 psap. Wilno              | 6424,99     | Piotr Dobrakowski Legia Warszawa                 | 6037,05     | Leon Wojtkiewicz Sokół Wilno                     | 5985,32     |
| Lwów 1931           | Mieczysław Balcer Wisław Kraków          | 6546,98     | Jan Wieczorek 3 psap. Wilno                      | 6533,445    | Leon Wojtkiewicz AZS Wilno                       | 5972,08     |
| Królewska Huta 1932 | Jan Wieczorek 3 psap. Wilno              | 6717,10     | Jan Hillman Pogoń Katowice                       | 6547,495    | Władysław Niemiec Pogoń Lwów                     | 6182,015    |
| Warszawa 1933       | Edward Luckhaus Jagiellonia Białystok    | 6958,265    | Leon Wojtkiewicz Sokół Wilno                     | 6902,59     | [ 8 ]                                            |             |
| Lwów 1934           | Jerzy Pławczyk AZS Warszawa              | 7527,525    | Jan Wieczorek Śmigły Wilno                       | 7055,12     | Leon Wojtkiewicz AZS Warszawa                    | 6873,965    |
| 1935                | wyniki unieważniono                      |             |                                                  |             |                                                  |             |
| Bydgoszcz 1936      | Jerzy Pławczyk AZS Warszawa              | 6687        | Witold Gerutto Warszawianka                      | 6028        | Witold Maciaszczyk Sokół Łódź                    | 5332        |
| Łódź 1937           | Witold Gerutto Warszawianka              | 6630 NL     | Tadeusz Hanke Warszawianka                       | 6148        | Józef Dyka Sokół Krywałd                         | 5367        |
| 1938-1945           | nie rozgrywano                           |             |                                                  |             |                                                  |             |
| Łódź 1946           | Edward Adamczyk Odra Wrocław             | 5869 NL     | Wacław Kuźmicki DKS Łódź                         | 5786        | Witold Maciaszczyk ŁKS Łódź                      | 4895        |
| Bydgoszcz 1947      | Edward Adamczyk Odra Wrocław             | 6444 NL     | Tadeusz Hojnik Wisła Kraków                      | 4614        | Lech Nowak AZS Wrocław                           | 4564        |
| Wrocław 1948        | Lech Nowak AZS Wrocław                   | 5269        | Edward Schwarzer AZS Wrocław                     | 4365        | Stanisław Osika AZS Warszawa                     | 4127        |
| Lublin 1949         | Alfons Małecki Spójnia Wrocław           | 5730 NL     | Bolesław Pachół AZS Szczecin                     | 5353        | Lech Nowak AZS Wrocław                           | 5352        |
| Gdańsk 1950         | Tadeusz Krzyżanowski Spójnia Gdańsk      | 5819        | Andrzej Krzesiński Spójnia Gdańsk                | 5414        | Bolesław Pachół AZS Szczecin                     | 5349        |
| Elbląg 1951         | Bolesław Pachół AZS Szczecin             | 6013 NL     | Andrzej Krzesiński Spójnia Gdańsk                | 5951        | Zbigniew Tułecki Włókniarz Łódź                  | 5317        |
| Poznań 1952         | Tadeusz Krzyżanowski Spójnia Gdańsk      | 5937 NL     | Artur Będkowski Włókniarz Sosnowiec              | 5912        | Bolesław Pachół AZS Szczecin                     | 5428        |
| Kraków 1953         | Tadeusz Krzyżanowski Spójnia Gdańsk      | 5878        | Edward Bugała OWKS Wrocław                       | 5766        | Artur Będkowski Włókniarz Sosnowiec              | 5726        |
| Warszawa 1954       | Artur Będkowski Włókniarz Sosnowiec      | 5417 NL     | Janusz Kowalski CWKS Warszawa                    | 5214        | Wojciech Warchałowski Kolejarz Kraków            | 5040        |
| Łódź 1955           | Bernard Gmura Gwardia Bydgoszcz          | 5364        | Bolesław Pachół AZS Szczecin                     | 5305        | Janusz Skupny AZS Poznań                         | 5105        |
| Zabrze 1956         | Bernard Gmura Gwardia Bydgoszcz          | 5550 NL     | Andrzej Mankiewicz Sparta Warszawa               | 5494        | Kazimierz Trawka Kolejarz Wrocław                | 5432        |
| Poznań 1957         | Andrzej Mankiewicz Sparta Warszawa       | 5316        | Ryszard Ksieniewicz Iskra Białogard              | 5204        | Kazimierz Szczeciński AZS Szczecin               | 5156        |
| Bydgoszcz 1958      | Ryszard Ksieniewicz Iskra Białogard      | 6219 NR     | Andrzej Mankiewicz Sparta Warszawa               | 5968        | Franciszek Drewniany Granat Skarżysko-Kamienna   | 5696        |
| Gdańsk 1959         | Ryszard Ksieniewicz Iskra Białogard      | 6005 NL     | Ryszard Jankowski Skra Warszawa                  | 5355        | Kazimierz Trawka Odra Opole                      | 5316        |
| Olsztyn 1960        | Andrzej Mankiewicz Sparta Warszawa       | 6006        | Ryszard Ksieniewicz Iskra Białogard              | 5822        | Kazimierz Trawka Odra Opole                      | 5492        |
| Nowa Huta 1961      | Andrzej Mankiewicz Sparta Warszawa       | 6108 NL     | Franciszek Drewniany Granat Skarżysko-Kamienna   | 5819        | Kazimierz Trawka Odra Opole                      | 5350        |
| Warszawa 1962       | Andrzej Mankiewicz Sparta Warszawa       | 5915 NL     | Ryszard Mirkiewicz Polonia Warszawa              | 5734        | Ryszard Ksieniewicz Iskra Białogard              | 5698        |
| Łódź 1963           | Jerzy Detko Wybrzeże Gdańsk              | 6371        | Ryszard Szmal Czarni Wrocław                     | 6201        | Arnold Nentwich Czarni Wrocław                   | 6029        |
| Łódź 1964           | Tadeusz Grzegorzewski Legia Warszawa     | 5795        | Ryszard Szmal Czarni Wrocław                     | 5557        | Jerzy Detko Wybrzeże Gdańsk                      | 5502        |
| Szczecin 1965       | Jerzy Detko Wybrzeże Gdańsk              | 7050 NR     | Tadeusz Grzegorzewski Legia Warszawa             | 6985        | Bolesław Mroczyński Zawisza Bydgoszcz            | 6708        |
| Poznań 1966         | Tadeusz Grzegorzewski Legia Warszawa     | 6933        | Jerzy Detko Wybrzeże Gdańsk                      | 6932        | Sławomir Nowak Gwardia Warszawa                  | 6583        |
| Chorzów 1967        | Tadeusz Grzegorzewski Legia Warszawa     | 7275        | Jerzy Detko Wybrzeże Gdańsk                      | 7161        | Piotr Kaczmarek Górnik Wałbrzych                 | 7086        |
| Zielona Góra 1968   | Jerzy Detko Wybrzeże Gdańsk              | 7051        | Tadeusz Grzegorzewski Legia Warszawa             | 6889        | Ryszard Katus Gwardia Warszawa                   | 6841        |
| Kraków 1969         | Tadeusz Janczenko Zawisza Bydgoszcz      | 7346        | Ryszard Katus Gwardia Warszawa                   | 7089        | Jerzy Detko Wybrzeże Gdańsk                      | 7057        |
| Warszawa 1970       | Tadeusz Janczenko Zawisza Bydgoszcz      | 7803 NR     | Ryszard Skowronek AZS Wrocław                    | 7554        | Ryszard Katus Gwardia Warszawa                   | 7454        |
| Warszawa 1971       | Tadeusz Janczenko Zawisza Bydgoszcz      | 7933 NR     | Ryszard Skowronek AZS Wrocław                    | 7920        | Ryszard Katus Gwardia Warszawa                   | 7890        |
| Warszawa 1972       | Tadeusz Janczenko Zawisza Bydgoszcz      | 8006        | Edward Kozakiewicz Bałtyk Gdynia                 | 7735        | Lech Nikitin Legia Warszawa                      | 7578        |
| Warszawa 1973       | Ryszard Skowronek AZS Katowice           | 8208 NR     | Ryszard Katus Gwardia Warszawa                   | 8021        | Tadeusz Janczenko Zawisza Bydgoszcz              | 7807        |
| Warszawa 1974       | Ryszard Katus Gwardia Warszawa           | 7938        | Lech Nikitin Legia Warszawa                      | 7512        | Edward Miś Wawel Kraków                          | 7497        |
| Bydgoszcz 1975      | Ryszard Katus Gwardia Warszawa           | 7941        | Ryszard Skowronek AZS Śląsk Katowice             | 7887        | Tadeusz Janczenko Zawisza Bydgoszcz              | 7687        |
| Spała 1976          | Ryszard Skowronek SZS-AZS Śląsk Katowice | 8078        | Ryszard Katus Gwardia Warszawa                   | 7993        | Dariusz Ludwig Legia Warszawa                    | 7504        |
| Bydgoszcz 1977      | Ryszard Skowronek AZS Katowice           | 7803 NL     | Dariusz Ludwig Górnik Zabrze                     | 7746        | Ryszard Katus Gwardia Warszawa                   | 7622        |
| Spała 1978          | Ryszard Katus Gwardia Warszawa           | 7678        | Marek Kubiszewski AZS Wrocław                    | 7304        | Henryk Sokół Wawel Kraków                        | 7115        |
| Poznań 1979         | Dariusz Ludwig Bałtyk Gdynia             | 7834        | Ryszard Katus Gwardia Warszawa                   | 7656        | Roman Fostriak Budowlani Kielce                  | 7648        |
| Łódź 1980           | Janusz Szczerkowski Bałtyk Gdynia        | 7887        | Marek Kubiszewski AZS Wrocław                    | 7808        | Leszek Smajdor Chemik Kędzierzyn                 | 7637        |
| Sopot 1981          | Marek Kubiszewski AZS Wrocław            | 7989        | Adam Bagiński Gwardia Warszawa                   | 7754        | Janusz Leśniewicz Wawel Kraków                   | 7532        |
| Lublin 1982         | Wojciech Podsiadło AZS Warszawa          | 7979        | Marek Kubiszewski AZS Wrocław                    | 7790        | Adam Bagiński Gwardia Warszawa                   | 7768        |
| Bydgoszcz 1983      | Maciej Jędral BKS Bydgoszcz              | 7863        | Wojciech Podsiadło AZS Warszawa                  | 7848        | Janusz Leśniewicz Wawel Kraków                   | 7635        |
| Lublin 1984         | Wojciech Podsiadło Górnik Zabrze         | 8014        | Marek Kubiszewski Górnik Zabrze                  | 7876        | Adam Bagiński Gwardia Warszawa                   | 7763        |
| Zabrze 1985         | Marek Kubiszewski Górnik Zabrze          | 8105 NL     | Krzysztof Krakowiak Olimpia Poznań               | 7908        | Andrzej Langowski Gryf Słupsk                    | 7834        |
| Grudziądz 1986      | Janusz Leśniewicz Wawel Kraków           | 7827        | Krzysztof Krakowiak Olimpia Poznań               | 7771        | Marek Kubiszewski Górnik Zabrze                  | 7726        |
| Słupsk 1987         | Wojciech Podsiadło Górnik Zabrze         | 7936 NL     | Krzysztof Krakowiak Olimpia Poznań               | 7695        | Andrzej Wyżykowski Zawisza Bydgoszcz             | 7580        |
| Grudziądz 1988      | Dariusz Grad AZS Warszawa                | 8050 NL     | Andrzej Wyżykowski Zawisza Bydgoszcz             | 7499        | Janusz Leśniewicz Legia Warszawa                 | 7407        |
| Kraków 1989         | Dariusz Grad AZS-AWF Warszawa            | 7550        | Krzysztof Krakowiak Olimpia Poznań               | 7421        | Wojciech Podsiadło Górnik Zabrze                 | 7346        |
| Piła 1990           | Andrzej Wyżykowski Zawisza Bydgoszcz     | 7679 NL     | Dariusz Grad AZS-AWF Warszawa                    | 7508        | Sebastian Chmara Zawisza Bydgoszcz               | 7424        |
| Kielce 1991         | Sebastian Chmara Zawisza Bydgoszcz       | 7572 NL     | Jerzy Hołoweńko Wawel Kraków                     | 7414        | Dariusz Grad AZS-AWF Warszawa                    | 7233        |
| Warszawa 1992       | Michał Krukowski Warszawianka            | 7211 NL     | Robert Mańka AZS-AWF Warszawa                    | 7064        | Grzegorz Stromiński Naprzód Rydultowy            | 6970        |
| Kielce 1993         | Grzegorz Stromiński AZS-AWF Wrocław      | 7686 NL     | Sebastian Chmara Zawisza Bydgoszcz               | 7608        | Michał Krukowski Warszawianka                    | 6973        |
| Zielona Góra 1994   | Sebastian Chmara Zawisza Bydgoszcz       | 7407        | Maciej Chmara Zawisza Bydgoszcz                  | 7154        | Robert Mańka AZS-AWF Wrocław                     | 7143        |
| Kielce 1995         | Grzegorz Stromiński AZS-AWF Wrocław      | 7494        | Michał Modelski Lechia Gdańsk                    | 7437        | Maciej Chmara Zawisza Bydgoszcz                  | 7147        |
| Kielce 1996         | Maciej Chmara Zawisza Bydgoszcz          | 7548        | Michał Krukowski Warszawianka                    | 7332        | Michał Modelski Lechia Gdańsk                    | 7016        |
| Poznań 1997         | Maciej Chmara Zawisza Bydgoszcz          | 7381        | Krzysztof Andrzejak Zawisza Bydgoszcz            | 7091        | Ireneusz Żurawicz AZS-AWF Gorzów Wielkopolski    | 7019        |
| Kielce 1998         | Michał Modelski AZS-AWF Katowice         | 7200        | Paweł Mączyński AZS-AWF Warszawa                 | 7057        | Krzysztof Andrzejak Zawisza Bydgoszcz            | 7027        |
| Kraków 1999         | Michał Modelski AZS-AWF Katowice         | 7515        | Krzysztof Andrzejak Zawisza Bydgoszcz            | 7333        | Ireneusz Żurawicz AZS-AWF Gorzów Wielkopolski    | 7310        |
| Kraków 2000         | Michał Modelski AZS-AWF Katowice         | 7685        | Ireneusz Żurawicz AZS-AWF Gorzów Wielkopolski    | 7495        | Daniel Grabowski Warszawianka                    | 6527        |
| Siedlce 2001        | Michał Modelski Lechia Gdańsk            | 7460        | Ireneusz Żurawicz AZS-AWF Gorzów Wielkopolski    | 7192        | Marek Rzepka AZS-AWF Warszawa                    | 6655        |
| Szczecin 2002       | Krzysztof Andrzejak Zawisza Bydgoszcz    | 7925        | Michał Modelski Lechia Gdańsk                    | 7729        | Ireneusz Żurawicz AZS-AWF Gorzów Wielkopolski    | 7372        |
| Siedlce 2003        | Krzysztof Andrzejak Zawisza Bydgoszcz    | 7595        | Ireneusz Żurawicz AZS-AWF Gorzów Wielkopolski    | 7443        | Łukasz Zambrzycki Zawisza Bydgoszcz              | 7103        |
| Szczecin 2004       | Michał Modelski AZS-AWFiS Gdańsk         | 7603        | Ireneusz Żurawicz AZS-AWF Gorzów Wielkopolski    | 7370        | Robert Gindera Zawisza Bydgoszcz                 | 7364        |
| Kielce 2005         | Łukasz Płaczek AZS-AWFiS Gdańsk          | 7289        | Daniel Grabowski Warszawianka                    | 7007        | Michał Chalabala AZS-AWF Wrocław                 | 6943        |
| Bogatynia 2006      | Łukasz Płaczek AZS-AWFiS Gdańsk          | 7479        | Krzysztof Andrzejak BKS Bydgoszcz                | 7350        | Michał Chalabala AZS-AWF Wrocław                 | 7206        |
| Toruń 2007          | Marcin Dróżdż Zawisza Bydgoszcz          | 7497        | Łukasz Płaczek AZS-AWFiS Gdańsk                  | 7328        | Łukasz Zambrzycki Zawisza Bydgoszcz              | 7285        |
| Zielona Góra 2008   | Marcin Dróżdż Zawisza Bydgoszcz          | 7637 PB     | Dawid Pyra AZS-AWF Wrocław                       | 7597        | Łukasz Płaczek Zawisza Bydgoszcz                 | 7401        |
| Piła 2009           | Łukasz Płaczek Zawisza Bydgoszcz         | 7266        | Krzysztof Plaskota AZS Politechnika Opolska      | 7195        | Jacek Nabożny AZS-AWF Wrocław                    | 7024        |
| Opole 2010          | Jacek Nabożny AZS-AWF Wrocław            | 7696        | Dawid Pyra AZS-AWF Wrocław                       | 7671        | Krzysztof Plaskota AZS Politechnika Opolska      | 7535        |
| Toruń 2011          | Marcin Dróżdż Zawisza Bydgoszcz          | 7598        | Marcin Przybył AZS-AWF Gorzów                    | 7504 PB     | Szymon Czapiewski Zawisza Bydgoszcz              | 7472 PB     |
| Białogard 2012      | Paweł Wiesiołek KS Warszawianka          | 7342 PB     | Krzysztof Plaskota AZS Politechnika Opolska      | 7252        | Szymon Czapiewski Zawisza Bydgoszcz              | 7188        |
| Toruń 2013          | Marcin Przybył AZS-AWF Warszawa          | 7241        | Mateusz Chmieliński AZS-AWF Warszawa             | 7119        | Szymon Czapiewski Zawisza Bydgoszcz              | 7102        |
| Zgorzelec 2014      | Paweł Wiesiołek KS Warszawianka          | 7593        | Marcin Przybył AZS-AWF Warszawa                  | 7130        | Krzysztof Plaskota AZS KU Politechniki Opolskiej | 6896        |
| Kraków 2015         | Paweł Wiesiołek KS Warszawianka          | 7657        | Michał Krawczyk AZS-AWF Warszawa                 | 6953 PB     | Krzysztof Miara AZS-AWF Warszawa                 | 6796 PB     |
| Warszawa 2016       | Paweł Wiesiołek KS Warszawianka          | 8095        | Michał Krawczyk AZS-AWF Warszawa                 | 7057        | Jacek Chochorowski AZS KU Politechniki Opolskiej | 6795        |
| Kraków 2017         | Rafał Abramowski AZS-AWF Warszawa        | 7358 PB     | Jacek Chochorowski AZS KU Politechniki Opolskiej | 7041 PB     | Michał Krawczyk AZS-AWF Warszawa                 | 6721        |
| Suwałki 2018        | Paweł Wiesiołek KS Warszawianka          | 7921        | Rafał Abramowski AZS-AWF Warszawa                | 7388 PB     | Jacek Chochorowski AZS KU Politechniki Opolskiej | 7125 PB     |
| Kraków 2019         | Paweł Wiesiołek KS Warszawianka          | 8204 PB     | Rafał Horbowicz KS Warszawianka                  | 7549 PB     | Krzysztof Miara AZS-AWF Warszawa                 | 7267 PB     |
| Łódź 2020           | Rafał Horbowicz Warszawianka             | 7478 SB     | Jacek Chochorowski AZS KU Politechniki Opolskiej | 7315 PB     | Aleksy Boroń UKS LA Basket Warszawa              | 6875 PB     |
| Warszawa 2021       | Paweł Wiesiołek Warszawianka             | 8333 PB     | Jacek Chochorowski AZS KU Politechniki Opolskiej | 7388 PB     | Rafał Horbowicz Warszawianka                     | 7215        |
| Warszawa 2022       | Rafał Horbowicz Warszawianka             | 7760 PB     | Jacek Chochorowski AZS KU Politechniki Opolskiej | 7260        | Mateusz Murias Warszawianka                      | 6669 PB     |
| Warszawa 2023       | Paweł Wiesiołek Warszawianka             | 7867 pkt    | Jacek Chochorowski AZS KU Politechniki Opolskiej | 7063 pkt SB | Paweł Basałygo AZS KU Politechniki Opolskiej     | 6681 pkt SB |
| Warszawa 2024       | Paweł Wiesiołek Warszawianka             | 7519 pkt    | Artur Brzeziński KS AZS AWF Wrocław              | 7108 pkt    | Oliwier Przybylski KS AZS AWF Wrocław            | 6812 pkt    |

## Klasyfikacja medalowa
W historii mistrzostw Polski seniorów na podium tej imprezy stanęło w sumie 107 wieloboistów. Najwięcej  medali – 11 – wywalczył Ryszard Katus, a najwięcej złotych – 9 – Paweł Wiesiołek. W tabeli kolorem wyróżniono zawodników, którzy wciąż są czynnymi lekkoatletami.
| Lp. | Zawodnik              | Złoto | Srebro | Brąz | Razem |
| 1.  | Paweł Wiesiołek       | 9     | 0      | 0    | 9     |
| 2.  | Michał Modelski       | 5     | 2      | 1    | 8     |
| 3.  | Andrzej Mankiewicz    | 4     | 2      | 0    | 6     |
| 4.  | Tadeusz Janczenko     | 4     | 0      | 2    | 6     |
| 5.  | Antoni Cejzik         | 4     | 0      | 0    | 4     |
| 6.  | Ryszard Katus         | 3     | 4      | 4    | 11    |
| 7.  | Ryszard Skowronek     | 3     | 3      | 0    | 6     |
| 8.  | Jerzy Detko           | 3     | 2      | 2    | 7     |
| 9.  | Tadeusz Grzegorzewski | 3     | 2      | 0    | 5     |
| 10. | Łukasz Płaczek        | 3     | 1      | 1    | 5     |
| 10. | Wojciech Podsiadło    | 3     | 1      | 1    | 5     |
| 12. | Marcin Dróżdż         | 3     | 0      | 0    | 3     |
| 12. | Tadeusz Krzyżanowski  | 3     | 0      | 0    | 3     |
| 14. | Marek Kubiszewski     | 2     | 4      | 1    | 7     |
| 15. | Jan Wieczorek         | 2     | 4      | 0    | 6     |
| 16. | Krzysztof Andrzejak   | 2     | 3      | 1    | 6     |
| 17. | Ryszard Ksieniewicz   | 2     | 2      | 1    | 5     |
| 18. | Maciej Chmara         | 2     | 1      | 1    | 4     |
| 18. | Sebastian Chmara      | 2     | 1      | 1    | 4     |
| 18. | Dariusz Grad          | 2     | 1      | 1    | 4     |
| 18. | Rafał Horbowicz       | 2     | 1      | 1    | 4     |
| 22. | Grzegorz Stromiński   | 2     | 0      | 1    | 3     |
| 23. | Edward Adamczyk       | 2     | 0      | 0    | 2     |
| 23. | Bernard Gmura         | 2     | 0      | 0    | 2     |
| 23. | Wacław Kuchar         | 2     | 0      | 0    | 2     |
| 23. | Jerzy Pławczyk        | 2     | 0      | 0    | 2     |
| 27. | Bolesław Pachół       | 1     | 2      | 2    | 5     |
| 28. | Marcin Przybył        | 1     | 2      | 0    | 3     |
| 29. | Artur Będkowski       | 1     | 1      | 1    | 3     |
| 29. | Michał Krukowski      | 1     | 1      | 1    | 3     |
| 29. | Dariusz Ludwig        | 1     | 1      | 1    | 3     |
| 29. | Andrzej Wyżykowski    | 1     | 1      | 1    | 3     |
| 33. | Rafał Abramowski      | 1     | 1      | 0    | 2     |
| 33. | Witold Gerutto        | 1     | 1      | 0    | 2     |
| 35. | Janusz Leśniewicz     | 1     | 0      | 3    | 4     |
| 36. | Stefan Adamczak       | 1     | 0      | 2    | 3     |
| 37. | Lech Nowak            | 1     | 0      | 2    | 3     |
| 38. | Jacek Nabożny         | 1     | 0      | 1    | 2     |
| 39. | Mieczysław Balcer     | 1     | 0      | 0    | 1     |
| 39. | Maciej Jędral         | 1     | 0      | 0    | 1     |
| 39. | Edward Luckhaus       | 1     | 0      | 0    | 1     |
| 39. | Alfons Małecki        | 1     | 0      | 0    | 1     |
| 39. | Janusz Szczerkowski   | 1     | 0      | 0    | 1     |
| 44. | Jacek Chochorowski    | 0     | 5      | 2    | 7     |
| 45. | Ireneusz Żurawicz     | 0     | 4      | 3    | 7     |
| 46. | Krzysztof Krakowiak   | 0     | 4      | 0    | 4     |
| 47. | Krzysztof Plaskota    | 0     | 2      | 2    | 4     |
| 48. | Michał Krawczyk       | 0     | 2      | 1    | 3     |
| 49. | Władysław Dobrowolski | 0     | 2      | 0    | 2     |
| 49. | Andrzej Krzesiński    | 0     | 2      | 0    | 2     |
| 51. | Dawid Pyra            | 0     | 2      | 0    | 2     |
| 51. | Ryszard Szmal         | 0     | 2      | 0    | 2     |
| 53. | Leon Wojtkiewicz      | 0     | 1      | 3    | 4     |
| 54. | Adam Bagiński         | 0     | 1      | 2    | 3     |
| 54. | Franciszek Drewniany  | 0     | 1      | 1    | 2     |
| 54. | Daniel Grabowski      | 0     | 1      | 1    | 2     |
| 54. | Robert Mańka          | 0     | 1      | 1    | 2     |
| 54. | Lech Nikitin          | 0     | 1      | 1    | 2     |
| 59. | Tadeusz Armański      | 0     | 1      | 0    | 1     |
| 59. | Artur Brzeziński      | 0     | 1      | 0    | 1     |
| 59. | Edward Bugała         | 0     | 1      | 0    | 1     |
| 59. | Ludwik Chełmicki      | 0     | 1      | 0    | 1     |
| 59. | Mateusz Chmieliński   | 0     | 1      | 0    | 1     |
| 59. | Piotr Dobrakowski     | 0     | 1      | 0    | 1     |
| 59. | Tadeusz Hanke         | 0     | 1      | 0    | 1     |
| 59. | Jan Hillman           | 0     | 1      | 0    | 1     |
| 59. | Tadeusz Hojnik        | 0     | 1      | 0    | 1     |
| 59. | Jerzy Hołoweńko       | 0     | 1      | 0    | 1     |
| 59. | Ryszard Jankowski     | 0     | 1      | 0    | 1     |
| 59. | Janusz Kowalski       | 0     | 1      | 0    | 1     |
| 59. | Edward Kozakiewicz    | 0     | 1      | 0    | 1     |
| 59. | Wacław Kuźmicki       | 0     | 1      | 0    | 1     |
| 59. | Paweł Mączyński       | 0     | 1      | 0    | 1     |
| 59. | Ryszard Mirkiewicz    | 0     | 1      | 0    | 1     |
| 59. | Edward Schwarzer      | 0     | 1      | 0    | 1     |
| 59. | Lucjan Wasiak         | 0     | 1      | 0    | 1     |
| 77. | Kazimierz Trawka      | 0     | 0      | 4    | 4     |
| 78. | Szymon Czapiewski     | 0     | 0      | 3    | 3     |
| 78. | Leon Urbaniak         | 0     | 0      | 3    | 3     |
| 80. | Michał Chalabala      | 0     | 0      | 2    | 2     |
| 80. | Witold Maciaszczyk    | 0     | 0      | 2    | 2     |
| 80. | Krzysztof Miara       | 0     | 0      | 2    | 2     |
| 80. | Łukasz Zambrzycki     | 0     | 0      | 2    | 2     |
| 84. | Paweł Basałygo        | 0     | 0      | 1    | 1     |
| 84. | Aleksy Boroń          | 0     | 0      | 1    | 1     |
| 84. | Józef Dyka            | 0     | 0      | 1    | 1     |
| 84. | Roman Fostriak        | 0     | 0      | 1    | 1     |
| 84. | Wincenty Fryszczyn    | 0     | 0      | 1    | 1     |
| 84. | Robert Gindera        | 0     | 0      | 1    | 1     |
| 84. | Piotr Kaczmarek       | 0     | 0      | 1    | 1     |
| 84. | Andrzej Langowski     | 0     | 0      | 1    | 1     |
| 84. | Czesław Mejro         | 0     | 0      | 1    | 1     |
| 84. | Edward Miś            | 0     | 0      | 1    | 1     |
| 84. | Bolesław Mroczyński   | 0     | 0      | 1    | 1     |
| 84. | Mateusz Murias        | 0     | 0      | 1    | 1     |
| 84. | Arnold Nentwich       | 0     | 0      | 1    | 1     |
| 84. | Sławomir Nowak        | 0     | 0      | 1    | 1     |
| 84. | Władysław Niemiec     | 0     | 0      | 1    | 1     |
| 84. | Stanisław Osika       | 0     | 0      | 1    | 1     |
| 84. | Oliwier Przybylski    | 0     | 0      | 1    | 1     |
| 84. | Marek Rzepka          | 0     | 0      | 1    | 1     |
| 84. | Janusz Skupny         | 0     | 0      | 1    | 1     |
| 84. | Leszek Smajdor        | 0     | 0      | 1    | 1     |
| 84. | Henryk Sokół          | 0     | 0      | 1    | 1     |
| 84. | Kazimierz Szczeciński | 0     | 0      | 1    | 1     |
| 84. | Zbigniew Tułecki      | 0     | 0      | 1    | 1     |
| 84. | Wojciech Warchałowski | 0     | 0      | 1    | 1     |